# Kineo CAM
Kineo Computer Aided Motion (Kineo CAM) ist ein Softwarehersteller mit Sitz in Toulouse, Frankreich, der 2007 für KineoWorks, seine automatische Bahnplanungs und Bewegungsplanungs-Technologie, den Europäischen ICT-Preis in Hannover gewonnen hat.
KineoWorks ist eine Softwarekomponente, die speziell der Bewegungsplanung für automatisierte Bewegungen in mechanischen Systemen oder virtuellen Artefakten in 3D-Umgebungen dient.
KCD ist eine Bibliothek für die Kollisionserkennung mit einer objektorientierten API. Sie ist Bestandteil von KineoWorks oder kann als eigenständige Komponente eingesetzt werden. Sie basiert auf einer hierarchischen Struktur heterogener Datentypen, basierend auf dem Kompositum (Composite Design Pattern), und ist besonders für die Anwendung auf große 3D-Modelle optimiert.
Die Kernmärkte von Kineo CAM sind PLM- und CAD-Systeme sowie Robotik und Koordinatenmessgeräte.

## Geschichte
Die Firmengründung von Kineo CAM im Dezember 2000 fußt auf 15-jährigen Forschungsaktivitäten des Laboratory for Analysis and Architecture System (LAAS) am französischen Centre national de la recherche scientifique (CNRS). 2012 wurde das Unternehmen von Siemens übernommen.

## Auszeichnungen
- 2000: Erster Platz des nationalen Innovationswettbewerbs des staatlichen französischen Forschungsministeriums
- 2005: Kineo CAM erhält den IEEE-/IFR-Innovationspreis für außergewöhnliche Leistungen in der Kommerzialisierung in der Robotik und Automatisierungstechnik
- 2006: Titel Emerging Technology verliehen von Daratech auf dem Daratech SUMMIT2006 gemeinsam mit acht amerikanischen Unternehmen
- 2007: ITK-Innovationspreis der Europäischen Kommission und Euro-CASE, dem Rat der Europäischen Union für angewandte Wissenschaft, Technik und Maschinenbau
- 2007: Internationaler Innovationspreis der Region Midi-Pyrénées